# Argidia alonia
Argidia alonia är en fjärilsart som beskrevs av William Schaus 1940. Argidia alonia ingår i släktet Argidia och familjen nattflyn. Inga underarter finns listade i Catalogue of Life.